# NGC 604

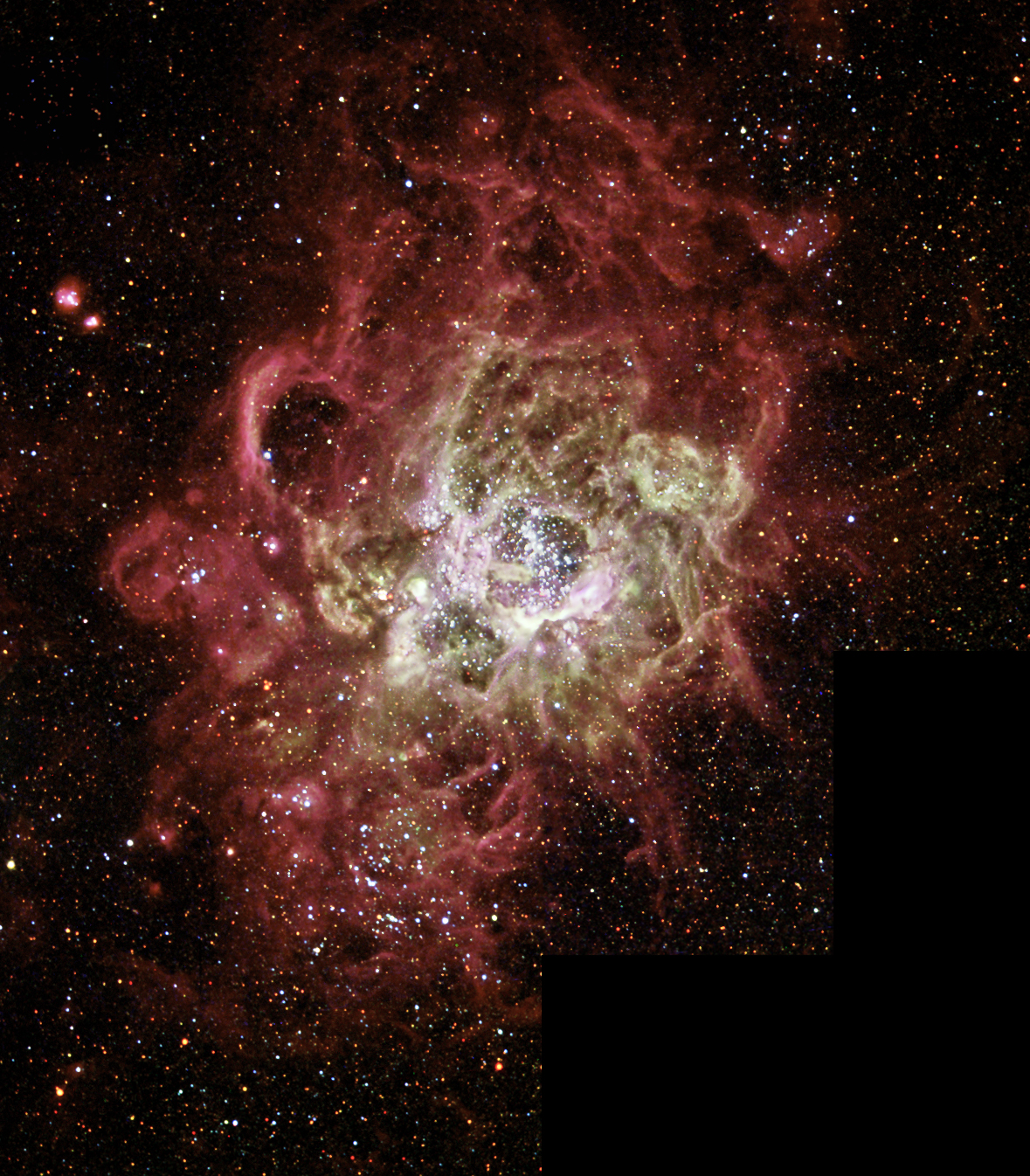
NGC 604

NGC 604 is een H-II-gebied gelegen in de Driehoeknevel in het sterrenbeeld Driehoek. Het hemelobject ligt 3 miljoen lichtjaar van de Aarde verwijderd en werd op 11 september 1784 ontdekt door de Duits-Britse astronoom William Herschel.

## Synoniemen
- IRAS 01317+3031